# Жакот, Виталий
Виталий Жакот (род. 21 февраля 1970, Кишинёв, Молдавская ССР, СССР) — молдавский политик. Депутат Парламента Республики Молдова с июля 2021 года по н.в.

## Биография

### Детство и учёба
Виталий Жакот родился 21 февраля 1970 года в городе Кишинёве, Молдавская ССР, СССР.
С 1977 по 1987 год учился в школе № 1 города Кишинёв имени «Г. И. Котовского» (сегодня Теоретический лицей «Георге Асаки»). С 1987 по 1993 год учился в Техническом университете Молдовы (ТУМ) на электрофизическом факультете по специальности «Вычислительные машины, комплексы, системы, сети», получив квалификацию «инженер-системотехник». В период 1994—1999 гг. изучал право в Государственном университете Молдовы (ГУМ), а в период 1996—1999 гг. был слушателем в Академии государственного управления при Президенте Республики Молдова, факультет международных отношений, получив диплом референта в области международных отношений, международного права, дипломатии, политологии. Он говорит на румынском (родном языке), русском, французском и английском языках.

### Профессиональная деятельность
Ещё учась на факультете, Виталий Жакот с 1991 по 1993 год работал дизайнером в Международном редакционном объединении «Prut Internațional». С 1993 по 1995 год он возглавлял отдел обработки данных инвестиционного фонда «Exiton-Bon». В период с 1995 по 1999 год он был главным специалистом отдела «Информационные технологии» Управления муниципальной собственности Мэрии Муниципия Кишинэу, отдела, который обслуживал весь аппарат мэрии, все её подразделения и некоторые мэрии в пригороде муниципалитета. Виталий Жакот проходил стажировку в учреждениях мэрии Андерлехта в Бельгии в рамках проекта DELICA, программы TACIS City Twining в период с 1996 по 1998 год. В периоды 1996—1999 и 2001—2003 годов был старшим преподавателем Международного Свободного Университета Молдовы (МСУМ), кафедра экономики. С 1999 по 2002 год он был директором DTP в Молдавском филиале международного рекламного агентства Ogilvy & Mather. С 2002 по 2003 год работал руководителем проекта в Предприятии с иностранным капиталом Celtica Moldova. Также в это время выполнял функции советника в Почётном Консульстве Итальянской Республики в Кишинёве. С 2003 по 2019 год Виталий Жакот был руководителем ИТ-отдела и ответственным за инфраструктурные проекты в международной компании ICS British American Tobacco Moldova SRL. В периоды 2008—2010 и 2012—2019 годов был президентом совета директоров и администратором Ассоциации совладельцев кондоминиума 55/142 (новое название Ассоциация собственников кондоминиума A0110-0172).
С 2019 по 2021 год работал вицепретором сектора Ботаника, муниципия Кишинёв. Виталий Жакот руководил деятельностью отдела жилищно-коммунального хозяйства и отдела градостроительства и архитектуры. Отвечал за организацию текущих и капитальных ремонтов жилых помещений и внутренних инженерных сетей, учёт и эксплуатацию жилищного фонда, управление и развитие ЖКХ, развитие и функционирование строительно-хозяйственной системы отрасли, санитарную обработку и благоустройство территории сектора, эксплуатацию зеленых насаждений и вывоз мусора. Он также был председателем Административной комиссии претуры и вице-председателем Комиссии по Чрезвычайным Ситуациям (КЧС) сектора Ботаника.
С 2021 года Виталий Жакот является депутатом Парламента Республики Молдова. Он является членом фракции партии «Действие и солидарность» и Комиссии по Внешней политике и Европейскому интегрированию, ранее был членом Комиссии по государственному управлению и региональному развитию. Он отвечает за жилищно-коммунальный сектор и за вопросы урбанистики. Политик является автором Закона о кондоминиуме. Также Виталий Жакот является президентом группы дружбы с Республикой Азербайджан, президентом группы дружбы с Королевством Марок, ответственный за группу дружбы с Республикой Казахстан, ответственный за группу дружбы с Грузией, членом Парламентской Ассамблеи Восточного Партнерства (EuroNest), Парламентской Ассамблеи Польша-Республика Молдова, Парламентской Ассамблеи Франкофонии (APF), Парламентского измерения Центральноевропейской инициативы (DP — ICE) и Межпарламентского союза (IPU).

### Партийная деятельность
Виталий Жакот стал членом партии «Действие и солидарность» (ПДС/PAS) с момента её основания в 2016 году. Он был активным членом локальной организации сектора Буюкань, после чего перешел в локальную организацию сектора Ботаника. В 2017 году он стал членом Постоянного бюро локальной организации сектора Ботаника. В 2019 году Виталий выдвинул свою кандидатуру на должность вице-председателя постоянного бюро локальной организации сектора Ботаника и был избран на эту должность. С 2020 по 2021 год он был временно исполняющим обязанности председателя постоянного бюро локальной организации сектора Ботаника. На съезде Территориальной организации (ТО) Кишинёва в ноябре 2021 года он выдвинул свою кандидатуру на должность вице-президента ТО Кишинёва по партийному строительству и решению инфраструктурных проблем и занимал эту должность до мая 2024-го года. Данная должность позволила войти в состав Национального Политбюро PAS.

## Политические взгляды
Виталий Жакот выступает за интеграцию Республики Молдова в Европейский союз. Он последователь правоцентристских идей и ценностей.